# Sagui-de-tufos-pretos
O sagui-de-tufos-pretos ou mico-estrela (nome científico: Callithrix penicillata), também genericamente designado massau, mico, saguim, sauí, sauim, soim, sonhim, tamari e xauim, é uma espécie de macaco do Novo Mundo e gênero calitrix (Callithrix), da família dos calitriquídeos (Callitrichidae). É endêmico do Brasil.

## Etimologia
Sagui, sauí, sauim (a partir de sauhim, de 1817), xauim, soim e sonhim derivam do tupi sa'gwi ou sa'gwĩ. Saguim, por sua vez, originou-se no aportuguesamento histórico do mesmo termo tupi, ou seja, çagoym (de 1511), que depois evoluiu para a forma atual em 1587. Tamari tem provável origem tupi, enquanto massau tem origem obscura. Por fim, mico originou-se, possivelmente através do espanhol, na extinta língua cumanagota do Caribe e significa "mono de cauda longa".

## Taxonomia e evolução
Faz parte do grupo dos "saguis do leste Brasileiro", que são as espécies de calitriquídeos típicos da Mata Atlântica, mas que ocorrem frequentemente no cerrado e caatinga (Grupo Jacchus). Outrora considerado como subespécie de sagui-de-tufo-branco (Callithrix jacchus), hoje é uma espécie separada. Não há um consenso quanto a existência de subespécies, e sagui-de-wied (Callithrix kuhlii) já foi considerada como uma subespécie.
Filogenias baseadas em morfometria de crânios colocaram essa espécie como mais aparentada com sagui-de-cara-branca (Callithrix geoffroyi), sendo que essas duas espécies, mais sagui-de-wied formam um grupo monofilético.

## Distribuição geográfica e habitat
Essa espécie possui uma distribuição geográfica muito ampla, ocorrendo em áreas de cerrado do Brasil central, sendo encontrado nos estados da Bahia, Minas Gerais, Goiás, Piauí, Maranhão, Sergipe e norte de São Paulo, ao norte dos rios Tietê e Piracicaba. As florestas de galeria constituem seu principal habitat, por conta de possuir cursos d'água em seu interior, mas podem ser encontrados em outras formações vegetais, como o cerradão. Assim como muitas outras espécies do gênero calitrix (Callithrix), é altamente adaptável, e habita áreas de floresta secundária ou altamente perturbadas pelo homem. Atualmente, existem inúmeras populações em regiões fora de sua distribuição geográfica nativa, devido a introduções feitas pelo homem.